# Frode Sørensen (cyclisme)
Frode Sørensen, né le 8 février 1912 à Copenhague et mort le 1er août 1980 à Bromma, est un coureur cycliste danois de cyclisme sur piste.

## Carrière
Frode Sørensen participe aux Jeux olympiques d'été de 1932 à Los Angeles et remporte la médaille d'argent dans l'épreuve de la course par équipes avec Henry Hansen et Leo Nielsen.

## Palmarès
- 1931
  -  Champion du Danemark sur route amateurs
  - Rudersdalløbet
  - 10e du championnat du monde sur route amateurs
- 1932
  -  Champion du Danemark sur route amateurs
  - Gedserløbet
  -  Médaillé d'argent du contre-la-montre par équipes aux Jeux olympiques
  - 5e de la course en ligne aux Jeux olympiques
- 1934
  - Rudersdalløbet
  - 2e du championnat des Pays nordiques par équipes
  - 2e du championnat du Danemark sur route amateurs
  - 8e du championnat du monde sur route amateurs
- 1935
  -  Champion du Danemark sur route amateurs
  - Championnat des Pays nordiques par équipes (avec Leo Nielsen, Werner Grundahl et Knud Jacobsen)
  - Sjælland Rundt
  - 10e du championnat du monde sur route amateurs
- 1936
  -  Champion du Danemark sur route amateurs
  - Championnat des Pays nordiques par équipes (avec Knud Jacobsen, Ejner Nielsen et Tage Møller)
  - Rudersdalløbet
  - 3e du championnat des Pays nordique du contre-la-montre
- 1937
  - Championnat des Pays nordiques par équipes (avec Christian Christiansen, Georg Nielsen et Johannes Løwén)
  - 2e du championnat du Danemark sur route amateurs
  -  Médaillé d'argent du championnat du monde sur route amateurs
- 1938
  -  Champion du Danemark sur route amateurs
  - Rudersdalløbet
  - 2e du championnat des Pays nordiques par équipes
- 1939
  - Rudersdalløbet
  - 3e du championnat du Danemark sur route amateurs
- 1940
  - Fyen Rundt
  - Rudersdalløbet
- 1941
  - 3e du championnat du Danemark sur route amateurs